# Drömmar om byn Ding
Drömmar om byn Ding är en roman av den kinesiske författaren Yan Lianke.
Romanen utspelar sig i en by i Henanprovinsen och handlar om en AIDS-epidemi som bryter ut sedan myndigheterna lockat bönderna att sälja sitt blod. Händelserna skildras genom ögonen på en ung pojke som mördats av sina grannar och belyser teman som död, skuld och omöjlig kärlek.
Romanen har sin bakgrund i en verklig AIDS-skandal i Henan på 1990-talet och blev vid sin utgivning omgående förbjuden av de kinesiska myndigheterna.

## Teman och berättarstil
Romanen, som har jämförts med Albert Camus Pesten och José Saramagos Blindheten, är en allegori över det kinesiska samhället. Den handlar bland annat om myndigheternas ovilja att ta ansvar för sitt agerande: "Det finns mängder av historier i Kina som både makthavaren och samhället vill glömma bort, förtränga. Det är min plikt som författare att vittna och berätta, mitt ansvar att minnas. Många kanske kommer att uppleva min historia som orealistisk eller absurd, men det är verkligheten som är orealistisk och absurd. Sedan ville jag också undersöka människornas villkor i en fasansfull miljö. Jag ville undersöka hur konflikter och maktspel uppstår och hanteras där, men också hur kärlek kan ta sig uttryck." sade Yan Lianke i en intervju och menar att han trots den mörka historien i romanen strävat efter att ge sina läsare hopp om världen och framtiden.

## Mottagande
I en recension i The Guardian beskrev Yiyun Li Drömmar om byn Ding som en mörk och insiktsfull roman i stil med verk av Albert Camus och Franz Kafka. Hon ansåg att Yan Lianke är "en mästerlig historieberättare", men invände att greppet att använda pojkens spöke som berättarröst var mindre lyckat.
Göran Sommardal i Kulturnytt ansåg att romanen inte främst handlar om AIDS utan om social hjälplöshet och brist på demokrati i Kina och att man bör läsa den "som en studie i mänskligt tillkortakommande, infogat i ett universum av traditionell trosvisshet, genomgående spetsad med galghumor och en trots allt rätt tydlig hoppfullhet".
Paulina Helgeson i Svenska Dagbladet tyckte att "Yan Liankes prosa är målande, med färgbeskrivningar som får blodet, landskapet och de döendes ansiktsfärg att vibrera av både möjliga och omöjliga toner. Romanen är en sorgesång inte bara över spillda liv, utan också över ett samhälle där ordet mänsklighet förlorat sin innebörd."